# 弥生町遺跡

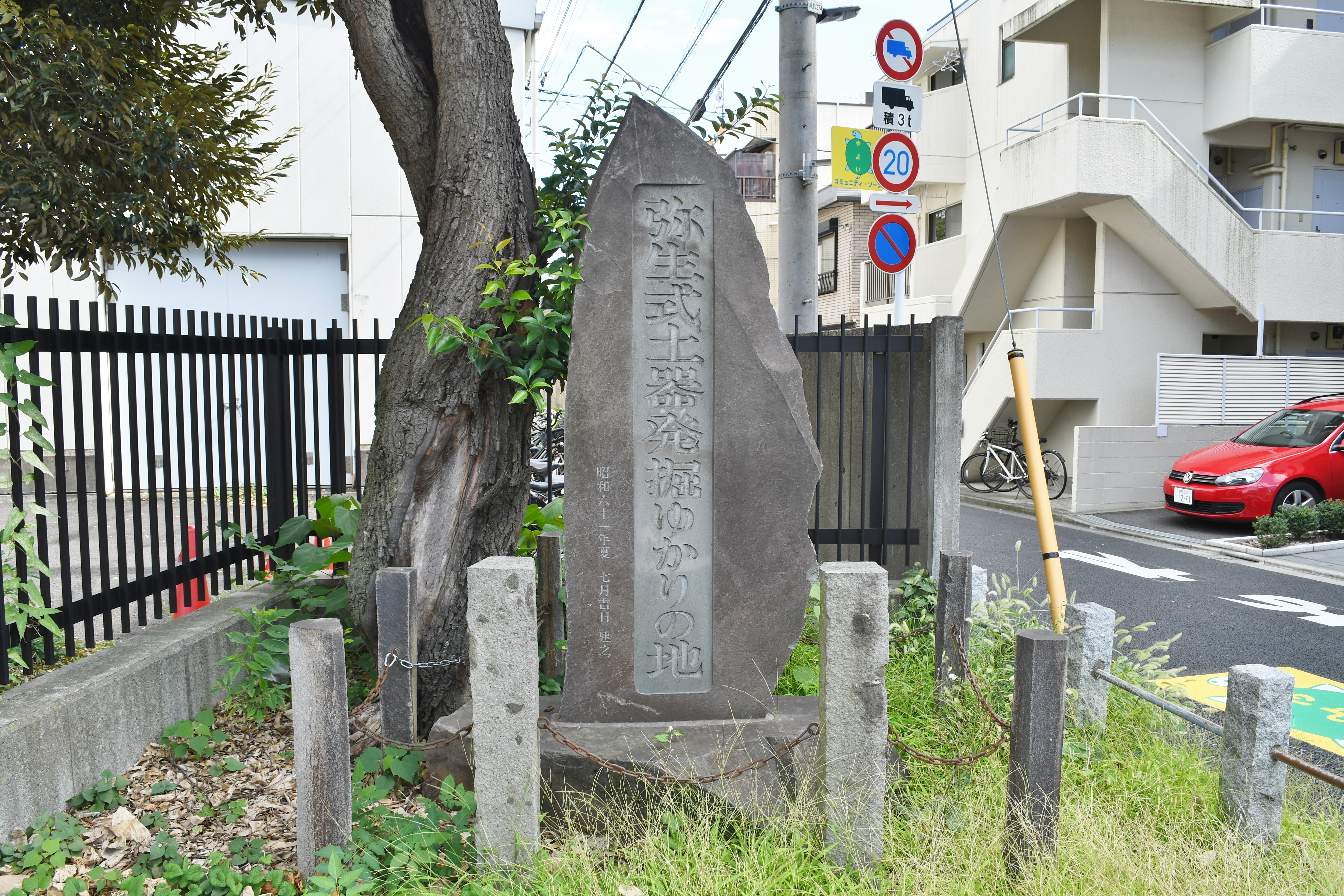
弥生式土器発掘ゆかりの地碑東京大学浅野キャンパス西端。弥生土器第1号の発見地点は所在不明となっている（碑の地点ではない）が、1987年（昭和62年）に記念建立。

弥生町遺跡（やよいちょういせき/やよいまちいせき）は、東京都文京区弥生にある弥生時代の環濠集落遺跡。一部が国の史跡に指定されている（指定名称は「弥生二丁目遺跡」）。
弥生土器（当初は弥生式土器）・弥生時代の名称の元となった、弥生土器第1号の「本郷弥生町出土壺形土器」（国の重要文化財）が発見された遺跡として知られる。
弥生土器第1号は、当初は向ヶ岡貝塚（むかいがおかかいづか）の出土と報告された。しかし現在では、縄文時代の貝塚遺跡は「向ヶ岡貝塚（弥生町貝塚）」、弥生時代の環濠集落遺跡は「弥生町遺跡」と別々に捉える傾向にあり、本項でもその見解に従って記述する。

## 概要

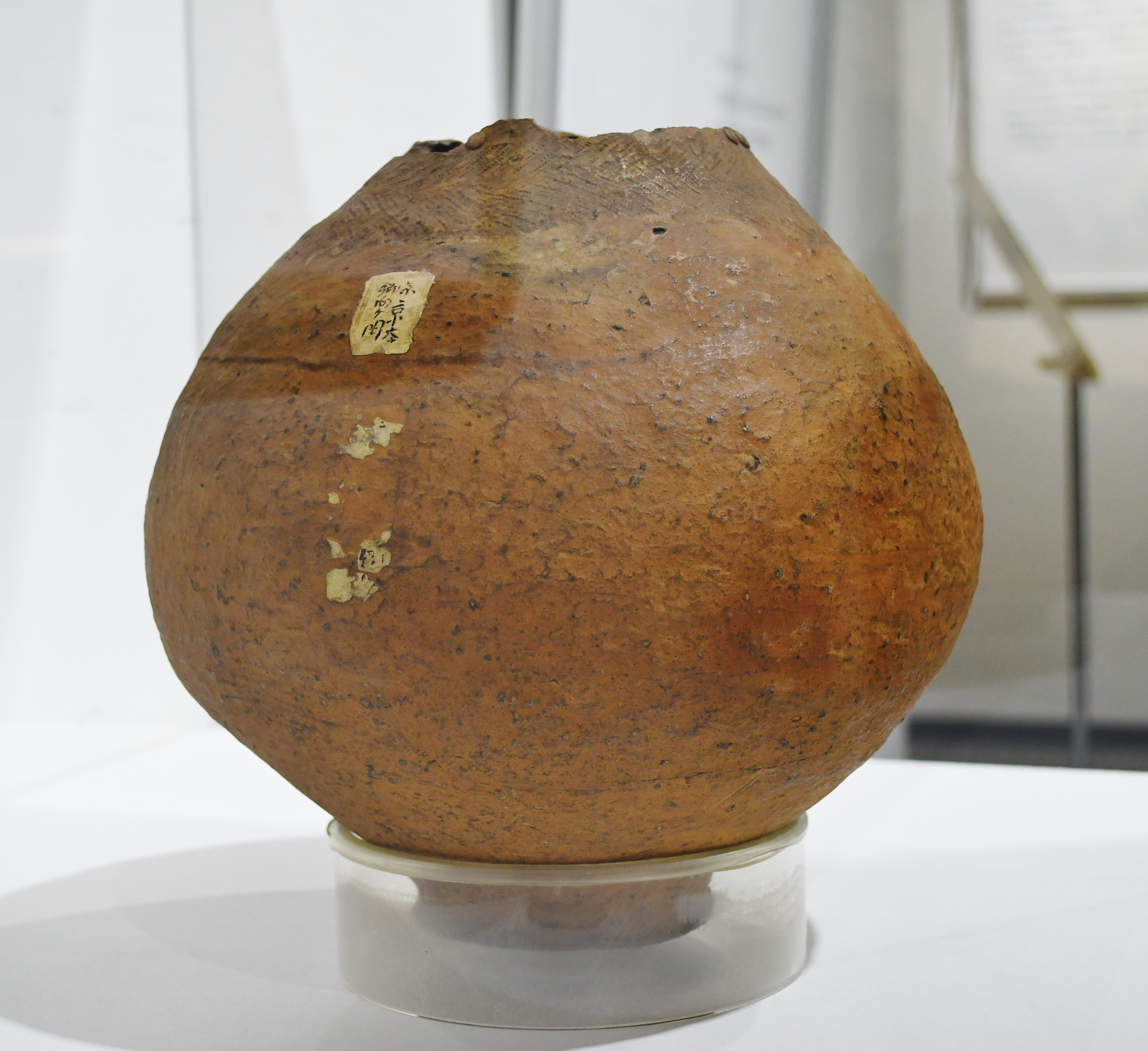
本郷弥生町出土壺形土器
（弥生土器第1号、複製）原品は国の重要文化財（東京大学総合研究博物館蔵）。本複製は文京ふるさと歴史館蔵、新宿歴史博物館特別展示時に撮影。

東京都区内、本郷台東縁の台地の向ヶ岡（むかいがおか）に所在する。向ヶ岡台地には、縄文時代後・晩期の向ヶ岡貝塚（弥生町貝塚）と弥生時代後期の環濠集落の弥生町遺跡が重複して広がり、現在は台地南半に東京大学浅野キャンパスが所在する。1884年（明治17年）に有坂鉊蔵らが発見した土器を元に「弥生」の土器名・時代名が採られたことで知られるほか、1975年（昭和50年）以降に発掘調査が実施されている。
有坂鉊蔵らが発見した土器の出土地点はその後に所在不明となり、地点論争が展開したが現在までに確定には至っていない。しかしながら、この土器と同類の土器を基に南関東地方の後期弥生土器の1型式として「弥生町式土器」が定められたほか、1975年（昭和50年）以降の調査で弥生時代の環濠・方形周溝墓が検出されたことで、東京大学浅野キャンパス構内を南東限とする環濠集落としての実態も明らかとなりつつある。近年では、土器の評価として弥生町出土土器を「弥生町式」とは別に考える説や、弥生町出土土器を弥生土器でなく古墳時代の土器（土師器）の範疇に捉える説などの新しい展開が見られる。学史的に重要な遺跡であるとともに、南関東地方における弥生時代の様相を考察するうえでも重要視される遺跡になる。
遺跡域の一部は1976年（昭和51年）に「弥生二丁目遺跡」として国の史跡に指定され、出土した弥生土器第1号は1975年（昭和50年）に国の重要文化財に指定されている。

## 遺跡歴

### 地名「弥生」の誕生

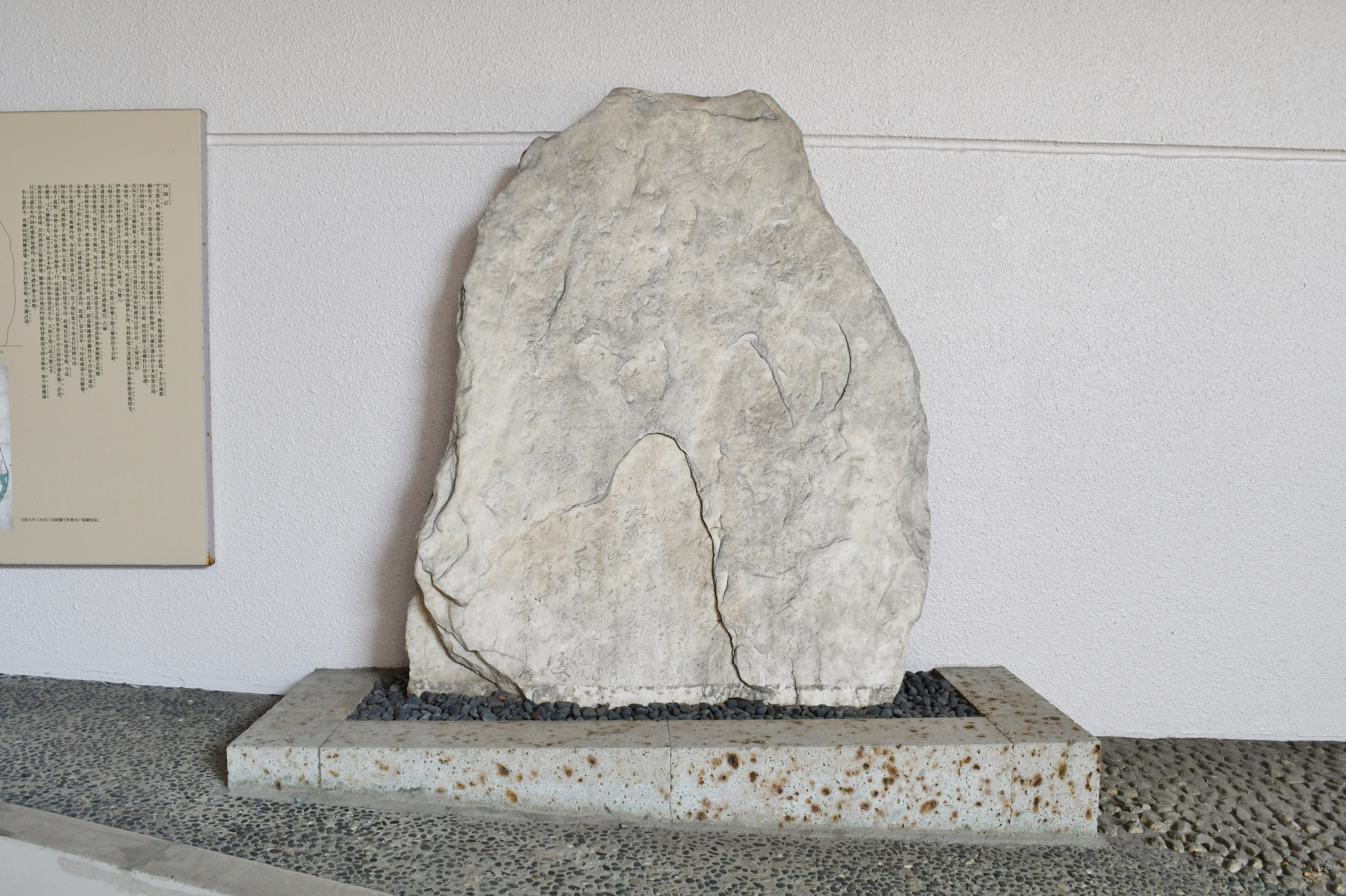
向岡記碑（文京区指定文化財）徳川斉昭の自撰自書碑。「弥生」の地名は碑文中の「夜余秘（やよひ）」に由来する。東京大学浅野キャンパス情報基盤センター下。

江戸時代、当地は「向岡（むかいがおか、向ヶ岡/向ヶ丘）」と呼称されていた。これは、寛永寺のある「忍岡（忍ヶ岡/上野の岡）」と不忍池を挟んで対峙する台地としての地名になる。この向岡には、元和8年（1622年）に水戸藩の下屋敷（のち中屋敷、駒込邸）が置かれた。文政11年（1828年）3月には徳川斉昭（水戸藩9代藩主、当時は就任前）が邸内に向岡の由来を記した向岡記碑（文京区指定有形文化財）を建立し、この碑が後年の「弥生」の地名誕生の元となる。
1872年（明治5年）、東京府本郷区に「向ヶ岡弥生町」の町名が設定された（現在の東京都文京区弥生二丁目）。この時に、「弥生」は向岡記碑の碑文中の「夜余秘（やよひ）」から採ったとされる。そしてこの「弥生」の地名が、「弥生土器（弥生式土器）」ひいては「弥生時代」という土器名・時代名に採用されることになる。

### 弥生土器第1号の発見

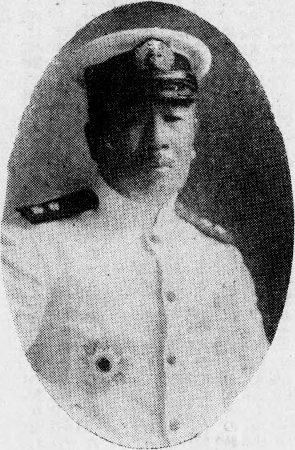
有坂鉊蔵1884年（明治17年）に弥生土器第1号を発見。

1884年（明治17年）3月2日、当時東京大学予備門の学生であった有坂鉊蔵は、坪井正五郎・白井光太郎とともに大学近くの向ヶ岡弥生町にあった貝塚を訪れた際、1点の壺形土器を見出した。この土器は坪井正五郎に預けられ、東京大学の人類学教室で保管されることとなった。この土器はそれまで知られていた縄文式土器（縄文土器）とはまったく異なる様式の土器であった。そして1896年（明治29年）の蒔田鎗次郎の活字化以来、同様の土器は最初の出土地の地名をとって「弥生式土器」と呼称されるようになり、1975年（昭和50年）の佐原真の提唱後は「弥生土器」と呼称されていった。
1889年（明治22年）、坪井正五郎は『東洋学芸雑誌』で向ヶ岡貝塚について報告している。その中で、貝塚の位置について「大学の北隣、即ち向ヶ岡射的場の西の原、根津に臨んだ崖際」としているが、壺形土器の出土地点については触れていない。坪井正五郎のいう「射的場」とは、今の文京区弥生二丁目にあった警視局射的場のことである。この射的場の敷地は1888年（明治21年）に民間に払い下げられ、北半は浅野侯爵邸、南半は一般の住宅地となっていた。坪井正五郎はスケッチを残しており、このスケッチに基づけば言問通り北側の異人坂を登りきった付近に想定しうる。
1923年（大正12年）、発掘からおよそ40年経ち、有坂鉊蔵は件の土器についての文章を『人類学雑誌』に発表した。その中で、貝塚の位置について「（大学の）裏門の筋向ひには陸軍の射的場があって、其の西北の方に貝塚が根津の裏の高い丘の上にあった」として、坪井正五郎とほぼ同内容のことを述べている。ただし、有坂は「向ヶ岡と云ふ場所は、大学の裏の道を矩てた通りの向ひ側で、根津の街を眼下に見る丘であるが、今日では弥生町の街が建って、遺跡の正確な位置は解りません」とも述べており、この時点で貝塚の所在は失われている。有坂の回想によれば、土器発見時の遺跡周辺は、家など1軒もない淋しい場所で、ウサギやキツネの出没する野原であったという。有坂鉊蔵はその後も回顧談を残しているが、その中で証言が変化していることが注意される。
その後、江坂輝弥・杉原荘介・斎藤忠・太田博太郎らが土器出土地点を推定して地点論争が展開したが、確定には至っていない。また「弥生」の地名を巡って、1964年（昭和39年）に向ヶ岡弥生町の弥生1丁目・弥生2丁目・根津1丁目への再編が決定されたことで、弥生土器発見推定地が「根津」の所属となり、それに反対する地名保存住民運動が生じている（弥生町名問題）。運動の結果、1967年（昭和42年）に根津1丁目編入地域は弥生2丁目に再編入されている。

### 弥生二丁目遺跡の調査

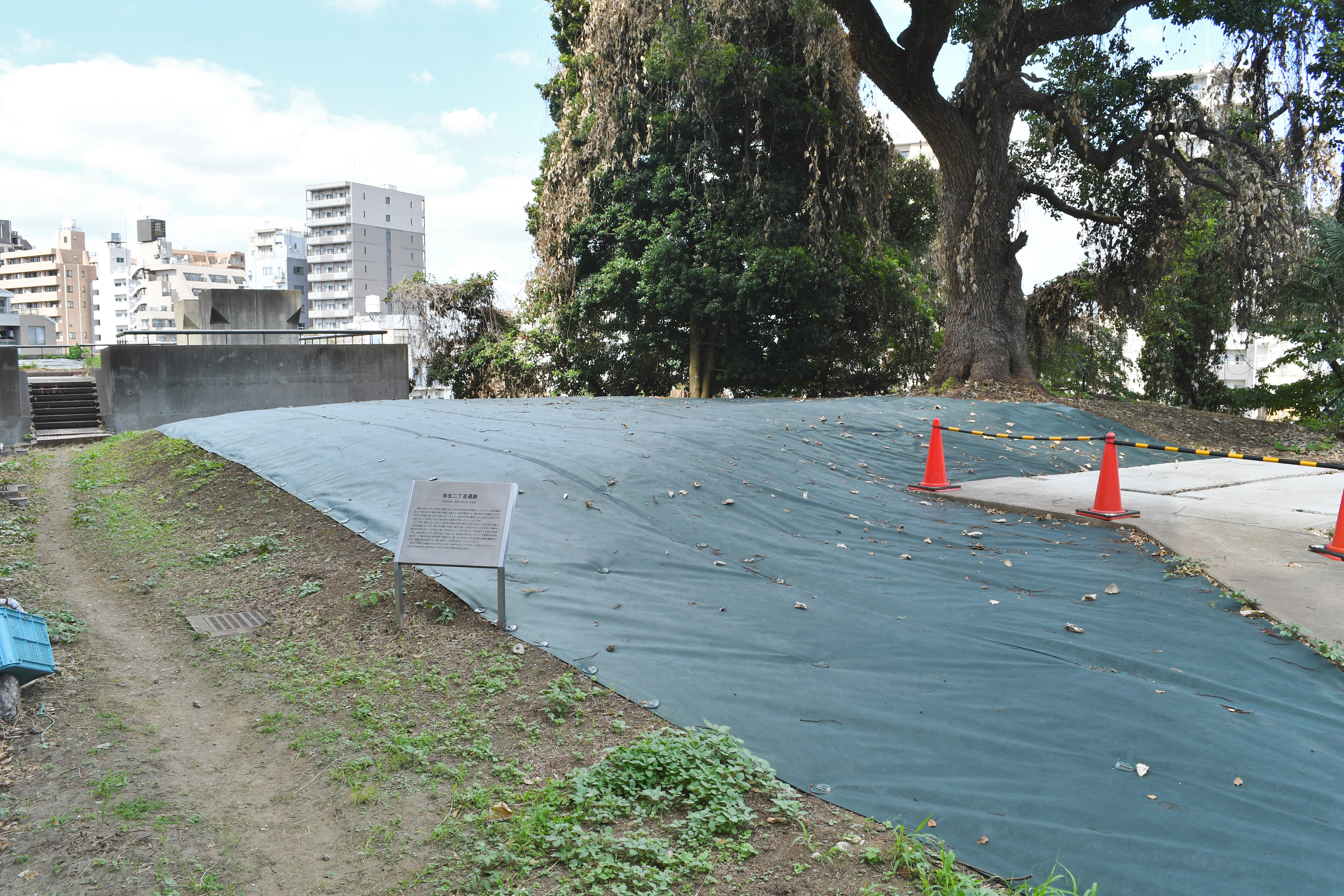
国の史跡「弥生二丁目遺跡」昭和50年調査地点。東京大学浅野キャンパス工学部9号館東。

1974年（昭和49年）、言問通り南側の東京大学浅野キャンパスで弥生土器が出土したという情報があった。現地は工学部9号館の東方の小高い場所で、樹木が倒伏した跡に土器が露出しているのを、地元の小学校の生徒が拾い集めているということであった。この場所には新しい研究棟が建設予定だったこともあり、発掘調査の実施が決まった。
1975年（昭和50年）、東京大学文学部考古学研究室の佐藤達夫らによる発掘調査が実施された。調査の結果、溝2条が検出され、溝の交差部付近で貝層の堆積が確認された。この貝層はマガキを主体とした主鹹貝塚（海棲貝類を主とする貝塚）とされた。また溝からは弥生土器5個体、灼骨、砥石などが出土した。この溝が環濠であるとすると、集落は調査地点から北西方向の言問通り方面へ広がっていたとみられる。溝から出土した土器の特色が明治17年出土土器のそれと類似していることから、佐藤達夫は長年所在不明の「向ヶ岡貝塚」であるとしている。
1976年（昭和51年）6月7日、調査地は「弥生二丁目遺跡」として国の史跡に指定された。申請では「向ヶ岡貝塚」であったが、従来向ヶ岡貝塚として考えられてきた各地点とは隔たりがあり、直接関連する遺跡とは言い切れないと判断されたためであった。

### 東京大学埋蔵文化財調査室による調査

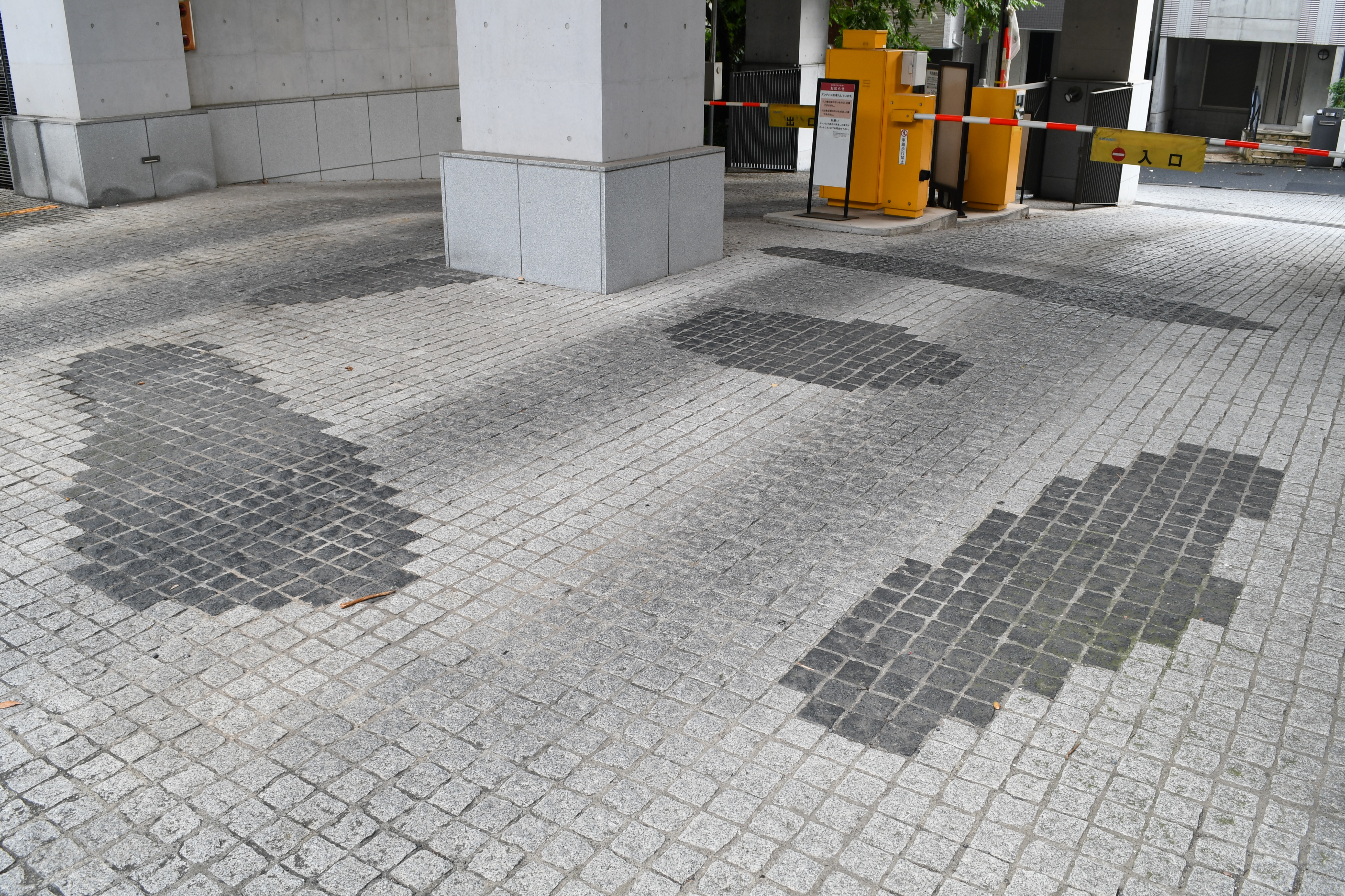
方形周溝墓の遺構標示平成13年調査地点。東京大学浅野キャンパス武田先端知ビル下。

近年では、東京大学浅野キャンパスにおいて東京大学埋蔵文化財調査室による発掘調査が実施され、弥生時代の遺構が検出されている。
1995-1996年（平成7-8年）調査（工学部風工学実験室支障ケーブル地点）は、浅野キャンパス西端付近における、全経間風洞実験室（現在の風工学実験室）増築に先立つ支障ケーブルの移設に伴う発掘調査である。この調査では、方形周溝墓の周溝が検出され、壺形土器1点が検出されている。方形周溝墓の遺構は現地保存されている。
1996年（平成8年）調査（工学部風工学実験室地点）は、浅野キャンパス西部における、全経間風洞実験室（現在の風工学実験室）の増築に伴う発掘調査である。この調査では弥生時代の遺構・遺物は検出されていないが、幅12メートルの埋没谷が検出されている。これによって、昭和50年調査の環濠域と平成7-8年調査の方形周溝墓域との間は浅い谷で隔たることが判明している。
2001年（平成13年）調査（工学部武田先端知ビル地点）は、浅野キャンパス西部における武田先端知ビルの新営に伴う発掘調査である。この調査では、方形周溝墓2基が検出されている。そのうち1号方形周溝墓の周溝は4条が独立する。出土品としては、周溝覆土から壺形土器4点、中央土壙（主体部）からガラス小玉（紺色22点・青色2点）・石製管玉（赤色4点）が検出されている。方形周溝墓の遺構は型取りによって移築保存され、現地では実物大で舗装表示されている。

### 年表
| 年月日       | 年月日    | 年月日  | 町                                          | 調査・報告                                               | 文化財指定                               |
| ------------ | --------- | ------- | ------------------------------------------- | -------------------------------------------------------- | ---------------------------------------- |
| 1622年       | 元和8年   |         | 水戸藩下屋敷（のち中屋敷、駒込邸）設置      |                                                          |                                          |
| 1828年       | 文政11年  | 3月     | 徳川斉昭が向岡記碑を建立                    |                                                          |                                          |
|              |           |         |                                             |                                                          |                                          |
| 1869年       | 明治2年   |         | 明治政府が水戸藩駒込邸を公収                |                                                          |                                          |
| 1872年       | 明治5年   |         | 「向ヶ岡弥生町」の町名設定                  |                                                          |                                          |
| 1884年       | 明治17年  | 3月2日  |                                             | 有坂鉊蔵・白井光太郎・坪井正五郎らが土器を発見           |                                          |
| 1889年       | 明治22年  |         |                                             | 坪井正五郎が『東洋学芸雑誌』に報告                       |                                          |
| 1896年       | 明治29年  |         |                                             | 蒔田鎗次郎が「弥生式土器」を初めて活字化                 |                                          |
| 1923年       | 大正12年  |         |                                             | 有坂鉊蔵が『人類学雑誌』に報告                           |                                          |
|              |           |         |                                             |                                                          |                                          |
| 1964年       | 昭和39年  |         | 町名が「弥生二丁目」に変更 地名保存運動展開 |                                                          |                                          |
| 1967年       | 昭和42年  |         | 根津1丁目の編入地域が弥生2丁目に再編入      |                                                          |                                          |
| 1974年       | 昭和49年  | 春      |                                             | 東大浅野地区構内で土器・貝殻の採集                       |                                          |
| 1975年       | 昭和50年  | 2-3,7月 |                                             | 弥生二丁目遺跡調査（東大考古研）                         |                                          |
| 1975年       | 昭和50年  | 6月12日 |                                             |                                                          | 国の重要文化財「本郷弥生町出土壺形土器」 |
| 1976年       | 昭和51年  | 6月7日  |                                             |                                                          | 国の史跡「弥生二丁目遺跡」               |
| 1979年       | 昭和54年  |         |                                             | 東大文学部『向ヶ岡貝塚』刊行                             |                                          |
| 1987年       | 昭和62年  |         | 「弥生式土器発掘ゆかりの地」碑建立          |                                                          |                                          |
|              |           |         |                                             |                                                          |                                          |
| 1995- 1996年 | 平成7-8年 |         |                                             | 工学部風工学実験室支障ケーブル地点調査（東大埋文調査室） |                                          |
| 1996年       | 平成8年   |         |                                             | 工学部風工学実験室地点調査（東大埋文調査室）             |                                          |
| 2001年       | 平成13年  |         |                                             | 工学部武田先端知ビル地点調査（東大埋文調査室）           |                                          |
| 2008年       | 平成20年  |         |                                             | 向岡記碑の保存処理                                       |                                          |
| 2009年       | 平成21年  |         |                                             | 東大埋文調査室『東京大学本郷構内の遺跡 浅野地区I』刊行   |                                          |
| 2014年       | 平成26年  | 3月1日  |                                             |                                                          | 文京区指定有形文化財「向岡記碑」         |
| 2016年       | 平成28年  |         |                                             | 東大埋文調査室『向岡記碑の研究』刊行                     |                                          |

## 遺構
これまでの調査・論考で、向ヶ岡台地では縄文時代後期の貝塚と弥生時代後期の環濠集落が重複することが明らかとなっている。杉原荘介は前者を「向ヶ岡貝塚」、後者を「弥生町遺跡」と呼び分けることを提唱しており、それに従って記述する。

### 向ヶ岡貝塚
縄文時代後期の貝塚である向ヶ岡貝塚（弥生町貝塚）は、浅野キャンパスから言問通りを挟んで北側付近の向ヶ岡台地北半に所在が推定される。明治17年の有坂鉊蔵らによる弥生土器第1号は、この地点付近での発見とする説が有力視されるが、貝塚に帰属するものではない（貝塚とは別時期）と見られる。坪井正五郎の報告のうち、図示された土器や現在の所蔵品のほとんどは縄文時代後・晩期のものであり、貝層の構成貝種にはハイガイが多く認められる。言問通り弥生坂北側の崖直下のマンション建設地点においても縄文時代後・晩期の土器片が出土しており、その崖上における遺跡の広がりが推測される。

### 弥生町遺跡
弥生時代後期の環濠集落である弥生町遺跡は、上記の向ヶ岡貝塚地点から南東の浅野キャンパスにかけての向ヶ岡台地全体に広がると推定される。浅野キャンパス中央北寄り付近（昭和50年調査地点：国の史跡「弥生二丁目遺跡」）では溝状遺構2条（A溝・B溝）が検出されているが、そのうち古い方のB溝は、V字溝で弧を描き半完形の土器群が一括で廃棄されることから、集落南東隅の環濠にあたると見られる。また言問通り弥生坂北側の崖直下のマンション建設地点においても弥生土器片が出土しており、その崖上における環濠集落の広がりが推測される。地形的制約から推定される集落面積は約13000平方メートルである。
なお、昭和50年調査地点の溝付近では縄文土器・貝層が検出されており、これらをもって「向ヶ岡貝塚」とする説もあるが、縄文土器は半数が前期のもので貝層もほとんどがマガキであり、坪井正五郎報告の「向ヶ岡貝塚」とは相違する。また浅い谷地形（平成8年調査地点）を挟んだ浅野キャンパス西端付近（平成7-8・13年調査地点）では、方形周溝墓群が検出されており、谷を隔てて集落域と墓域が営まれた様子がうかがえる。弥生町遺跡の集落は弥生時代後期後半を主体とするが、古墳時代の遺構は本郷キャンパス側に集中しており、弥生時代から古墳時代にかけての浅野地区から本郷地区への集落動態が明らかとなっている。
武蔵野台地東部では、環濠集落の存在が下戸塚遺跡（新宿区）・赤羽台遺跡（北区）などで知られており、弥生町遺跡はそれらの一般的なあり方と一致すると見られる。また北方の千駄木遺跡では、弥生町遺跡よりも新しい時期の竪穴建物・方形周溝墓が検出されており、弥生町遺跡から拡散した集落になると想定される。
東京大学本郷構内の遺跡　医学部附属病院看護職員等宿舎5 号棟地点・看護職員等宿舎3 号棟地点（2）　2024年刊行

## 出土品

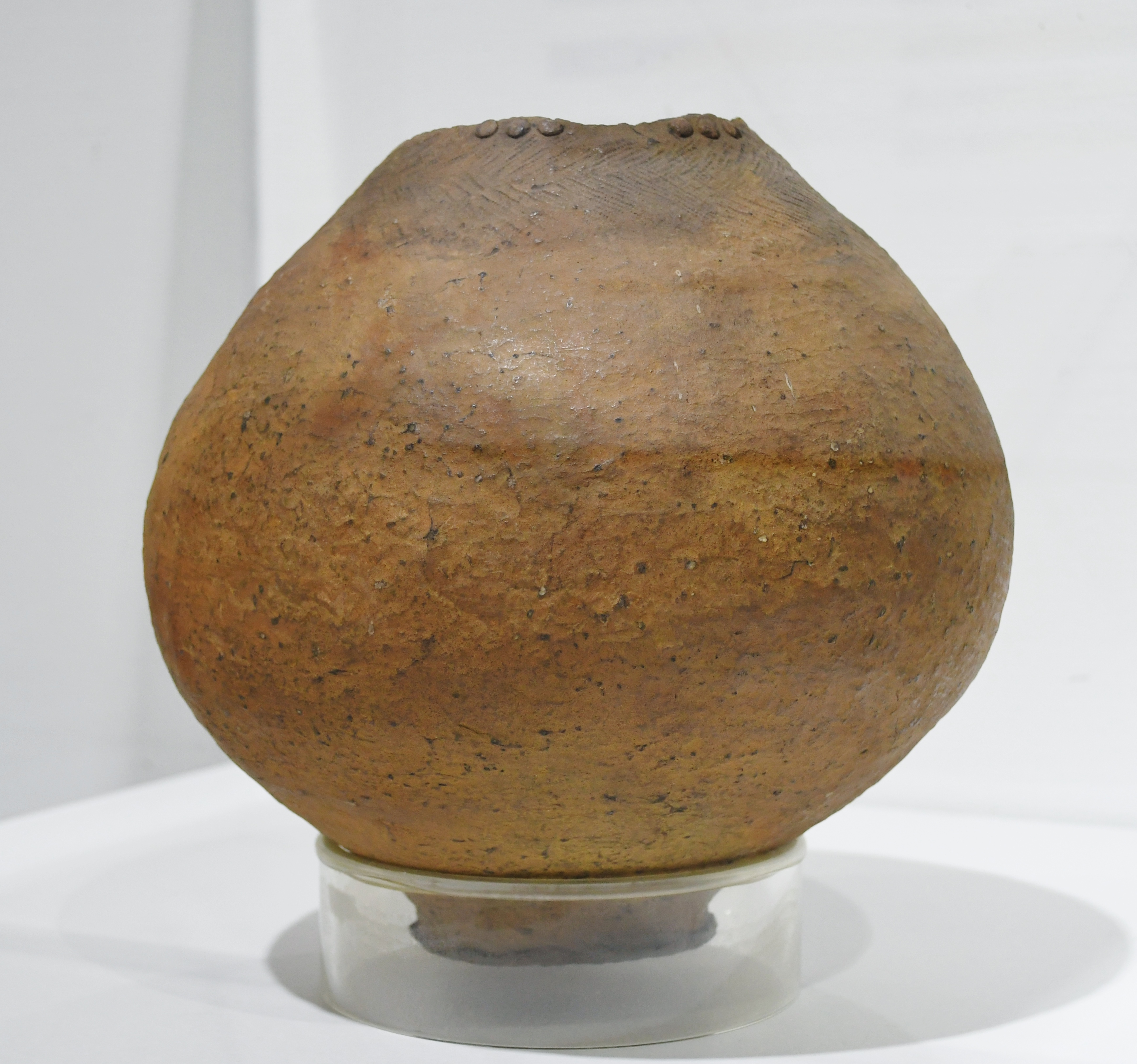
本郷弥生町出土壺形土器
（冒頭の複製を別角度より）頸部には羽状縄文、3個1組の円形貼付文を伴う。

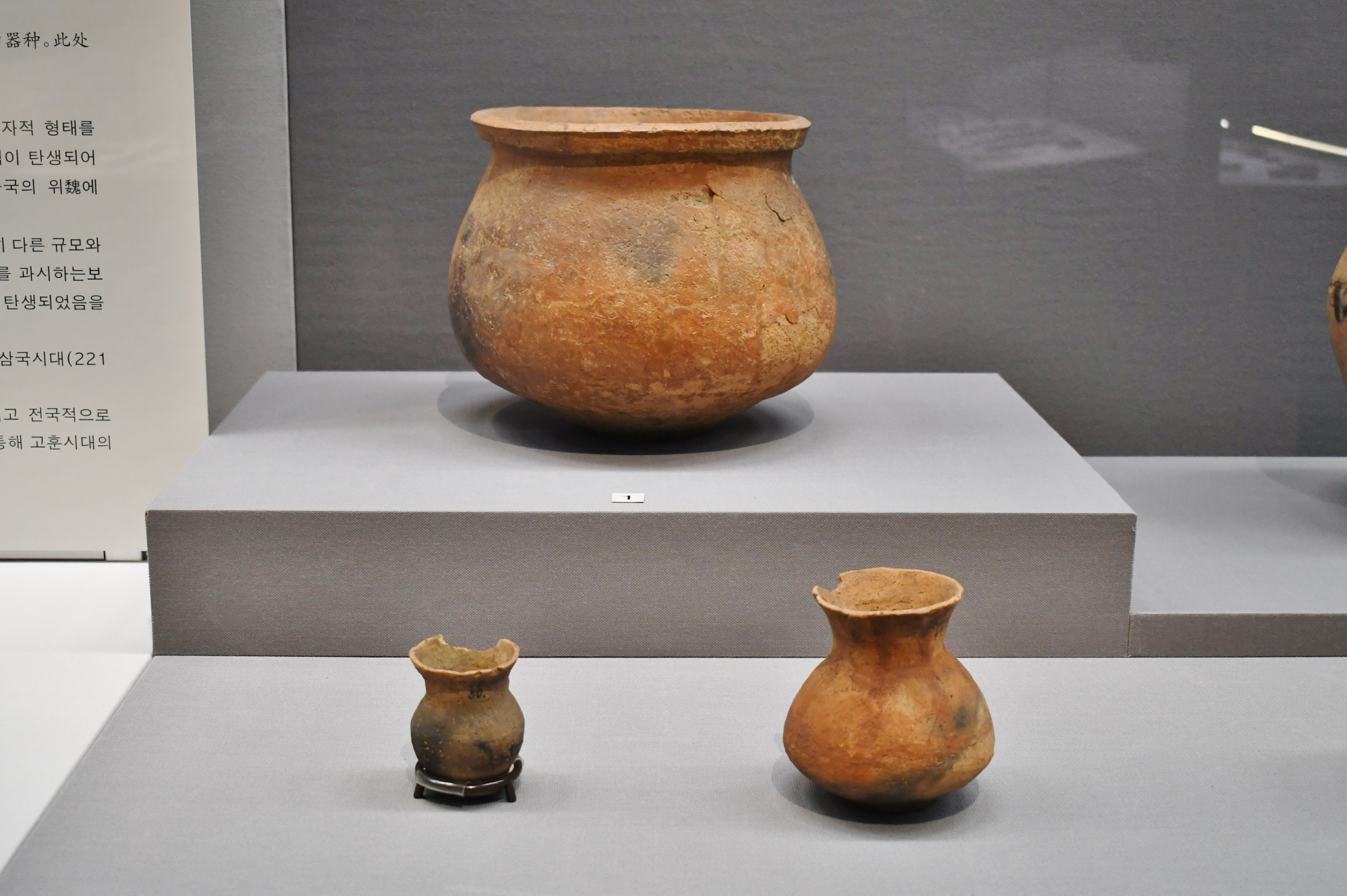
参考：駒込一丁目遺跡出土土器蒔田鎗次郎が「弥生町式土器」を設定した土器群。東京国立博物館展示。

1884年（明治17年）に有坂鉊蔵が発見した弥生土器第1号（本郷弥生町出土壺形土器）は、東京大学総合研究博物館が保管し、国の重要文化財に指定されている。本土器は弥生時代後期のもので、現存高さ22.0センチメートル、胴部径最大22.7センチメートルを測る。頸部には羽状縄文が施され、縄文の上部には3個1組の円形貼付文が計6単位ある。頸部から上の口縁部は欠失している。本土器のような、イチジク形を呈する器形で、胴の下半部に接合痕のみられるものは、東海地方の土器に多い形式になる。本土器の内面には「ハケ目調整」と呼ばれる調整痕があるが、これは弥生後期の南関東系の土器にはみられないものである。頸部の羽状縄文の施文には、ほどけないように端を結んだ縄が使用され、端の結び目がS字状の文様として表れている。このような施文は東海地区の土器にみられる。以上のように、南関東系よりは伊豆半島以西の、駿河湾沿岸の東海地方の特色を多く備えた土器になる。1975年（昭和50年）の弥生二丁目遺跡の発掘調査で溝から出土した5個体の土器（壺形2点、甕形3点）についても、同様に東海地方の土器との類縁性がみられる。
弥生町から出土した土器は、南関東地方における後期弥生土器の1型式として「弥生町式土器」のうちに位置づけられる。ただしこれは、蒔田鎗次郎が蒔田邸・道灌山の資料群を基に定めた「弥生町式」の範疇に弥生町出土土器を同類と見なしたもので、弥生町出土土器自体が型式の基準になったものではない。そして小林行雄は「久ヶ原式→弥生町式」という編年を、杉原荘介は「久ヶ原式→弥生町式→前野町式」という編年を組んでいる。しかしその後に研究が進展し、近年では久ヶ原式・弥生町式は同時期（時期差でなく地域差）とする説や、弥生町出土土器を「弥生町式」の範疇外として前野町式以降の古墳時代の土器（土師器）に位置づける説なども挙げられている。

## 文化財

### 重要文化財（国指定）
- 本郷弥生町出土壺形土器（考古資料） - 所有者は東京大学。東京大学総合研究博物館保管。1975年（昭和50年）6月12日指定[9]。

### 国の史跡
- 弥生二丁目遺跡 - 1976年（昭和51年）6月7日指定[10]。

### 関連文化財
- 向岡記碑
文京区指定有形文化財（歴史資料）。所有者は東京大学。
江戸時代、文政11年（1828年）3月の徳川斉昭の自撰自書の碑。石材は茨城県産の寒水石の転石。題額「向岡記」は飛白体、碑文は草書体の637字で構成され、向岡の由来が記される。水戸藩駒込邸の存在を知ることのできる唯一の文化財であるとともに、「弥生」の地名由来となった点で重要な碑になる[2]。2014年（平成26年）3月1日指定。

## 関連施設
- 東京大学総合研究博物館（文京区本郷） - 弥生土器第1号を保管（常設展示なし）。
- 文京ふるさと歴史館（文京区本郷） - 弥生土器第1号複製品を展示。

## 関連文献
（記事執筆に使用していない関連文献）
- 文京区関係
  - 文京区遺跡調査会 編『弥生町遺跡 -王子不動産（株）マンション建設に伴う埋蔵文化財調査報告書-』王子不動産〈文京区埋蔵文化財調査報告書第13集〉、1996年。
  - 『文京むかしむかし -弥生町遺跡発見120周年記念-』文京ふるさと歴史館〈平成16年度学習企画展〉、2005年。
  - 『文京むかしむかし -考古学的な思い出-』文京ふるさと歴史館、2016年。
- 東京大学発行
  - 『向ヶ岡貝塚 -東京大学構内弥生二丁目遺跡の発掘調査報告-』東京大学文学部、1979年。
  - 「工学部全径間風洞実験室新営支障ケーブル移設その他に伴う埋蔵文化財発掘調査略報」『東京大学構内遺跡調査研究年報2 -1997年度-』東京大学埋蔵文化財調査室、1999年、41-43頁。
  - 「工学部武田先端知ビル地点発掘調査略報」『東京大学構内遺跡調査研究年報4 -2000・2001・2002年度-』東京大学埋蔵文化財調査室、2004年、73-79頁。
  - 『向岡記碑の研究 -3Dデジタル測量による記録保存と向岡記碑の保存修復報告書 (PDF)』向岡記碑保存周知研究グループ・東京大学埋蔵文化財調査室〈東京大学埋蔵文化財調査室調査研究プロジェクト2〉、2016年。 NCID BB21249711。
- その他
  - 坪井正五郎「帝國大學の隣地に貝塜の跟跡有り」『東洋學藝雜誌』第6巻第91号、東京社、1889年4月、195-200,201、doi:10.11501/3559049。
  - 蒔田鎗次郎「彌生式土器發見ニ付テ」『東京人類學會雜誌』第11巻第122号、日本人類学会、1896年、320-325頁、doi:10.1537/ase1887.11.320。
  - 有坂鉊蔵「日本考古學懷奮談」『人類學雜誌』第38巻第5号、日本人類学会、1923年、183-196頁、doi:10.1537/ase1911.38.183、ISSN 0003-5505、NAID 130003726295。
  - 有坂鉊蔵「過去半世紀の土中」『中央史壇』第9巻第4号、国史講習会、1924年。
  - 有坂鉊蔵「史前学雑誌の発刊を喜ぶにつけて過去五十年の思ひ出」『史前学雑誌』第1巻第1号、史前学会、1929年、1-10頁、doi:10.24484/sitereports.120898-57100。
  - 中山平次郎「近畿縄紋土器、關東彌生式土器、向ケ岡貝塚の土器竝に所謂諸磯式土器に就て（二）」『考古學雜誌』第20巻第2号、考古學會、1930年、101-108頁。
  - 有坂鉊蔵「弥生式土器発見の頃の思出」『ドルメン』第4巻第6号、岡書院、1935年、226-235頁。
  - 江坂輝弥「弥生町貝塚を再発見して」『考古學論叢』第8号、考古学研究会、1938年、192-194頁、doi:10.24484/sitereports.120218-51237。
  - 斎藤忠「弥生式土器の発見」『日本の発掘（東大新書45）』東京大学出版会、1938年。
  - 有坂鉊蔵「人類學會の基因」『人類學雜誌』第54巻第1号、日本人類学会、1939年、1-3頁、doi:10.1537/ase1911.54.1。
  - 杉原荘介「武蔵弥生町出土の弥生式土器に就いて」『考古學』第11巻第7号、東京考古學會、1940年、412-428頁、doi:10.24484/sitereports.120179-50362。
  - 太田博太郎「弥生式土器の発見地」『日本歴史』第203号、日本歴史学会、1965年。
  - 太田博太郎「弥生町貝塚はどこにあったか」『建築史研究』第36号、建築史研究会、1965年、14-15頁、NAID 40015947175、NDLJP:2209500。
  - 太田博太郎「弥生町貝塚はどこか」『古代文化』第15巻第2号、古代学協会、1965年。
  - 佐藤達夫「向ヶ岡貝塚はどこか」『歴史と人物』第46号、中央公論社、1975年。
  - 佐藤達夫「向ヶ岡貝塚はどこか」『向ヶ岡貝塚』東京大学文学部、1979年、46-50頁。doi:10.24484/sitereports.85064-4696。
  - 太田博太郎「再び弥生式土器の発見地について」『日本歴史』第393号、日本歴史学会、1981年、66-69頁。
  - 今村啓爾「発掘物語弥生町遺跡」『図説検証原像日本4』旺文社、1988年。
  - 原祐一・森本幹彦「東京大学本郷構内の遺跡 -工学部武田先端知ビル地点で検出した方形周溝墓と遺物-」『東京考古』第20号、東京考古談話会同人、2002年、59-70頁、doi:10.24484/sitereports.126147-94503。
  - 原祐一「弥生時代名称由来土器発見場所の推定 -明治17年本郷区向ヶ岡弥生町の土地利用状況-」『國學院大學考古学資料館紀要』第23号、國學院大學考古学資料館研究室、2007年、125-142頁。